# Unión Ferroviaria
La Unión Ferroviaria (UF) es el principal sindicato en el que están nucleados los trabajadores ferroviarios argentinos. Fue fundado el 6 de octubre de 1922, mediante la unión de los gremios de Talleres y de Tráfico ferroviario. Está afiliado a la Confederación General del Trabajo (CGT) y a la Federación Internacional de los Trabajadores del Transporte (ITF).

## Orígenes
Desde su fundación formó junto con el sindicato de maquinistas, La Fraternidad, la Confederación Ferroviaria, que sería el sindicato de rama modelo en la Argentina, y pilar del movimiento obrero argentino hasta mediados de los años 1940, cuando comenzaría a ser reemplazada en su liderazgo por la Unión Obrera Metalúrgica (UOM).
Durante dichos años la Unión Ferroviaria junto con La Fraternidad constituyeron el corazón de la Confederación Obrera Argentina (COA), primero, y la Confederación General del Trabajo (CGT), después, tras su fundación en 1930.

## Obra social ferroviaria
En 1940, con la fundación del Hospital Ferroviario Buenos Aires, se crea la Obra Social Ferroviaria, destinada a brindar cobertura médico asistencial a los trabajadores del gremio, siendo la primera obra social sindical del país.

## Secretaría general
Su actual secretario general es Sergio Adrián Sasia, quien fue elegido con más del 84 % de los votos el 27 de noviembre de 2012, asumiendo su mandato el 16 de abril de 2013.
Oriundo de San Cristóbal, Pcia. de Santa Fe, donde ingresó en el año 1984 en los Talleres Ferroviarios de dicha localidad y a su vez dentro de su formación profesional, ostenta el título de Máster en Formación de Formadores Sociolaborales, obtenido en la Universidad de Alcalá de Henares - Madrid en el año 2008, llegó a la conducción del Sindicato reemplazando a José Pedraza.
Sasia fue reelecto el 27 de febrero de 2017 por un nuevo período de 4 años. Desde la asunción, la nueva conducción se fijó fortalecer el Sindicato basado en tres pilares fundamentales: mejorar día a día la calidad de vida de las y los trabajadores, fomentar la formación y capacitación y trabajar sobre un Proyecto de apunte de desarrollar el sistema ferroviario integral. También fijándose como objetivo, lograr un Sindicato, abierto, participativo y federal. Desde el 2013 inauguraron 2 nuevos hoteles, el 6 de Octubre en CABA y el Astor-Amuf en Mar del Plata de categoría 4 estrellas. Asimismo construyeron 9 Centros Recreativos y crearon el Instituto de Formación, Capacitación y Estudios "6 de Octubre" donde forman y capacitan a miles de trabajadoras y trabajadores anualmente, en diversas temáticas, como así también con alcance a toda la familia ferroviaria.
El Sindicato triplicó la cantidad de afiliados desde 2013, a partir de las inversiones en el sistema ferroviario, con una gran cantidad de incorporación de mujeres, las que hoy en día desarrollan diversas tareas, potenciadas desde la Organización, cumpliendo funciones que otrora eran solamente para hombres, entre otras, guardas, operadoras de control, mecánicas, soldadoras, torneras, operarias en señalamiento, auxiliares de transporte, cambistas, operarias de infraestructura.
Hoy el Sindicato cuenta con poco más de 35 000 afiliados activos y 41 000 jubilados y pensionados.